# Костянтинівська сільська рада (Довбишський район)
Костянтинівська сільська рада — колишня адміністративно-територіальна одиниця та орган місцевого самоврядування в Довбишському (Мархлевському, Щорському) і Червоноармійському районах Волинської округи, Київської та Житомирської областей Української РСР з адміністративним центром у селі Костянтинівка.

## Населені пункти
Сільській раді на час ліквідації були підпорядковані населені пункти:
- с. Костянтинівка

## Історія та адміністративний устрій
Створена 1 вересня 1925 року в с. Костянтинівка В'юнківської сільської ради Довбишського (згодом — Мархлевський) району Житомирської (згодом — Волинська) округи.
17 жовтня 1935 року, після ліквідації Мархлевського району, раду передано до складу Червоноармійського району Київської області. 14 травня 1939 року, відповідно до указу Президії Верховної ради УРСР «Про утворення Щорського району Житомирської області», увійшла до складу новоствореного Щорського (згодом — Довбишський) району.
Станом на 1 вересня 1946 року сільська рада входила до складу Довбишського району Житомирської області, на обліку в раді перебувало с. Костянтинівка.
Ліквідована 11 серпня 1954 року, відповідно до указу Президії Верховної ради УРСР «Про укрупнення сільських рад по Житомирській області», територію та с. Костянтинівка приєднано до складу Прутівської сільської ради Довбишського району Житомирської області.